# Парасолька (серия мультфильмов)
«Приключения Парасольки» — серия короткометражных советских рисованных мультфильмов созданный режиссёрами Владимиром Дахно, Юрий Скирдой, Тадеуша Павленковым, Цезарем Оршанским и Ефремом Пружанским и выпущенный на студии «Киевнаучфильм» в (1973—1980) году.

## Сюжет
Главный герой — мужичок по имени Парасолька, который постоянно попадает в разнообразные комичные, невероятные а порой и откровенно жуткие истории и забавные ситуации. Во всех сериях главного персонажа озвучил Народный артист РСФСР Иван Калинин.

## Эпизоды

### Первая серия
9 минут и 18 секунд
Мужичок Парасолька вновь придумал себе занятие, которое сулит ему череду приключений. Теперь он собрался рыбачить, для чего специально подготовил червячка. Когда Парасолька заметил красивую золотистую рыбку, то остроумно отогнал всех других удящих ловцов, а затем опрометчиво и сам попался на собственную же хитрость. Вот только приглянувшаяся рыбешка оказалась не такой уж и беззащитной...

### Вторая серия
9 минут и 30 секунд
Парасолька — любитель приключений. Однажды он встретил тигра, и ему захотелось непременно его поймать. Правда, это было во сне. Да разве ж его можно остановить? Он тут же собрал вещи и отправился туда, где обитают эти дикие животные, в Индию! Кроме него никто из советских его товарищей там не был. Потому он не знал, на какие приключения себя обрекает и они начались.

### Третья серия
9 минут и 16 секунд
Вечно встревающий в нелепые ситуации мужичок Парасолька тщательно подготовил свое авто к предстоящей поездке. Еще бы! Ведь он собрался путешествовать. А неожиданно встреченная на его пути красавица совершенно выбивает его из колеи, невольно заставляя делать глупости.

### Четвёртая серия
8 минут и 30 секунд
Парасолька — добрый мужичок, который всегда следит за порядком. В парке, где он был долгое время, всё было нормально, пока герой не встретил хулиганов. Они ему на многое открыли глаза и показали, как нужно себя вести. Их смех и проказы были очень некстати. Он проучил этих кривляк, и сделал всё, чтобы они больше никогда сюда не приходили. С этого дня его приняли в почётные дружинники.

### Пятая серия
9 минут и 10 секунд
Приключения Парасольки продолжаются. Главный герой уже отличился на столичных улицах, уже был готов на многое, но что удивительно, он ни разу не отдыхал, потому что хотел. Всегда все делал по указке. То патрулировал улицы родного города, то перебирал отчёты в архиве, теперь как добропорядочный советский гражданин просто заслужил отдых и впервые уехал на море.

### Шестая серия
10 минут и 15 секунд
Парасолька — небольшого роста мужичок, похожий на Чарли Чаплина, работает подсобным рабочим в передвижном цирке и выполняет всю чёрную работу. Однажды при переезде в другой город основные артисты цирка застряли в поле на своей машине, а выступление уже нужно начинать, зрителей полные трибуны. Директор цирка видит, как за кулисами Парасолька ловко жонглирует, и отправляет его на арену. Он по очереди исполняет номера жонглёра, силача и фокусника, и, хотя не совсем удачно, зрителям это нравится. В итоге Парасольку берут в артисты цирка клоуном.

## Создатели
- Авторы сценария — Борис Крыжановский, Тадеуш Павленко, Михаил Татарский, Владимир Капустян,
- Режиссёры —  Ефрем Пружанский, Тадеуш Павленко, Цезарь Оршанский, Юрий Скирда, Владимир Дахно
- Художники-постановщики — Николай Чурилов, Жанна Покулитая, Галина Бабенко, Николай Сабликов, Иван Будз
- Оператор — Анатолий Гаврилов
- Композиторы — Антон Муха, Лев Колодуб, Л. Маркелов, Леонид Вербицкий, Игорь Поклад
- Звукооператоры — Ирина Чефранова, Виктор Груздев, Лев Рязанцев, Игорь Погон
- Художники-мультипликаторы: Александр Викен, С. Березовская, Михаил Титов, Наталья Марченкова, Евгений Сивоконь, Нина Чурилова, Александр Лавров, Ефрем Пружанский, Н. Бондарь, В. Врублевский, Адольф Педан, Я. Селезнёва, Константин Чикин, Александр Татарский, И. Бородавко, Э. Перетятько, Я. Селезнёва, Игорь Ковалёв
- Ассистенты режиссёров: — Е. Демкина, Т. Черни, О. Деряжная, И. Сергеева, Л. Шейкина, А. Королёв, Ю. Сребницкая, Н. Йорк, А. Тищенко, Н. Горбунова
- Редактор — Владимир Гайдай
- Директор картины: Иван Мазепа

## Роли озвучивали
- Иван Калинин — Парасолька
- Светлана Харлап — Тигр / девушка продавец / рыбка
- Михаил Хрусталёв — второстепенные персонажи
- Станислав Садальский — Хулиганы
- Олег Куликович — Директор цирка
- Даниил Эльдаров — второстепенные персонажи
- Василий Ливанов — Силач / бык
- Диомид Виноградов — Жонглёр / фокусник / Полицейский / рыбаки
- Екатерина Гороховская — Плач девочки
- Мари Льида — Девушка читает книгу
- Евгений Паперный — Турист
- Олег Зима — второстепенные персонажи
- Андрей Рожков — Дружинники
- Сергей Мардарь — Второстепенные персонажи
- Раиса Мухаметшина — второстепенные персонажи
- Михаил Черняк — Читает название каждого эпизода / рассказчик